# لوسيا سوكينيكوفا
لوسيا سوكينيكوفا مواليد 22 يونيو 1988 في ترنافا، هي لاعبة كرة يد سلوفاكية تلعب كجناح أيسر. مثلت منتخب سلوفاكيا لكرة اليد للسيدات.

## سجل المنافسة
شاركت في البطولات التالية:
- بطولة أوروبا لكرة اليد للسيدات 2014